# Empoasca esuma
Empoasca esuma är en insektsart som beskrevs av Goding 1890. Empoasca esuma ingår i släktet Empoasca och familjen dvärgstritar. Inga underarter finns listade i Catalogue of Life.